# Tilloy Canada Cemetery
Tilloy Canada Cemetery est un cimetière militaire de la Première Guerre mondiale situé sur le territoire de la commune de Tilloy-lez-Cambrai dans le département du Nord.

## Historique
Le village de Tilloy a été investi par le Corps canadien au début d'octobre 1918 après de durs combats. Ce cimetière a été créé le 13 octobre 1918 par l'armée canadienne pour inhumer les soldats victimes de ces combats.

## Caractéristique
Ce cimetière  contient 265 sépultures de la Première Guerre mondiale, dont 25 non identifiées. La plupart des sépultures sont canadiennes. Huit aviateurs de la Seconde Guerre mondiale (6 Canadiens et 2 Britanniques) sont également enterrés dans ce lieu. Ce cimetière de plan triangulaire, conçu par Charles Holden, est situé au nord de Tilloy sur la D49, juste au pied de l'autoroute; on y accède par un petit chemin en cul-de-sac.

## Galerie

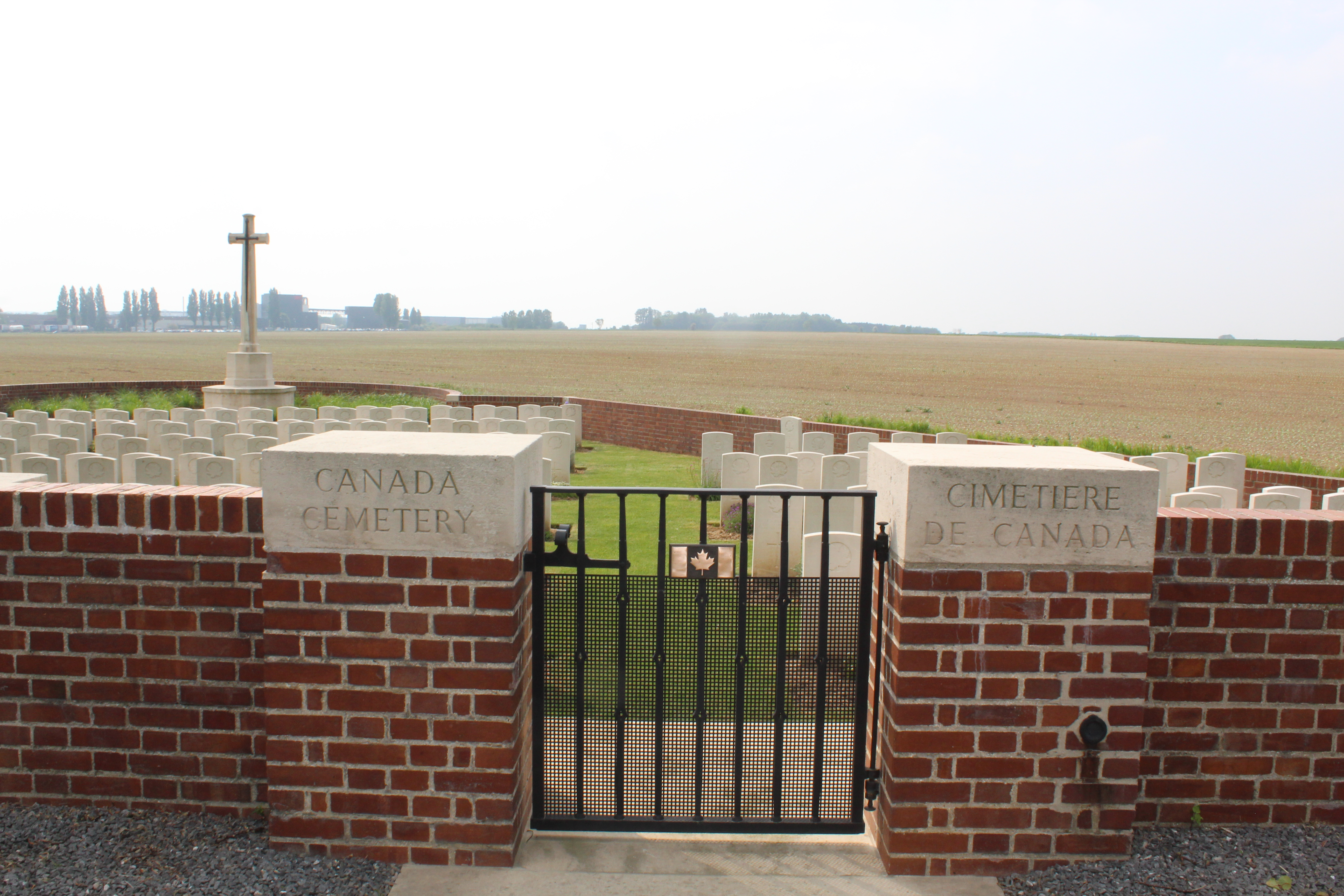
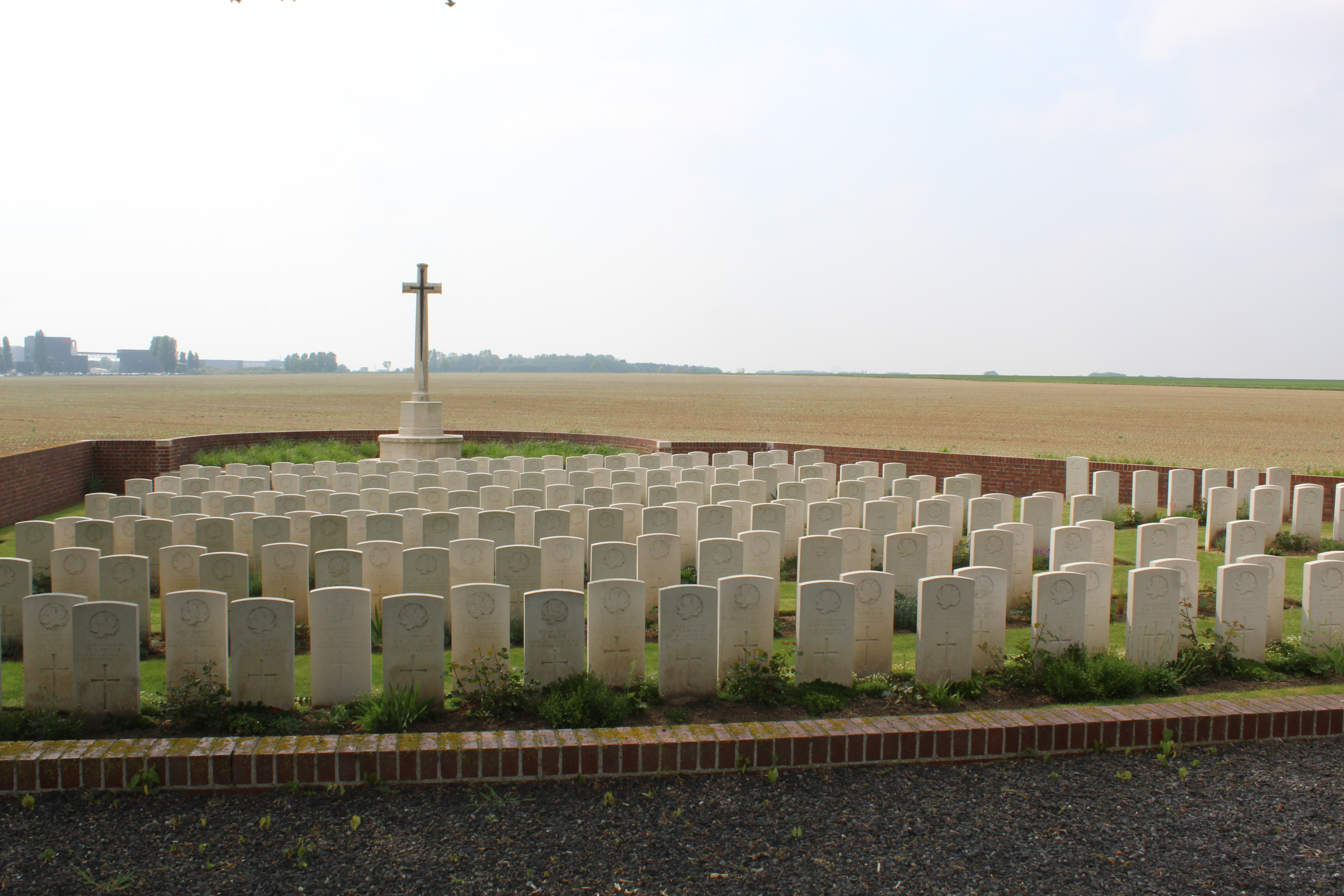
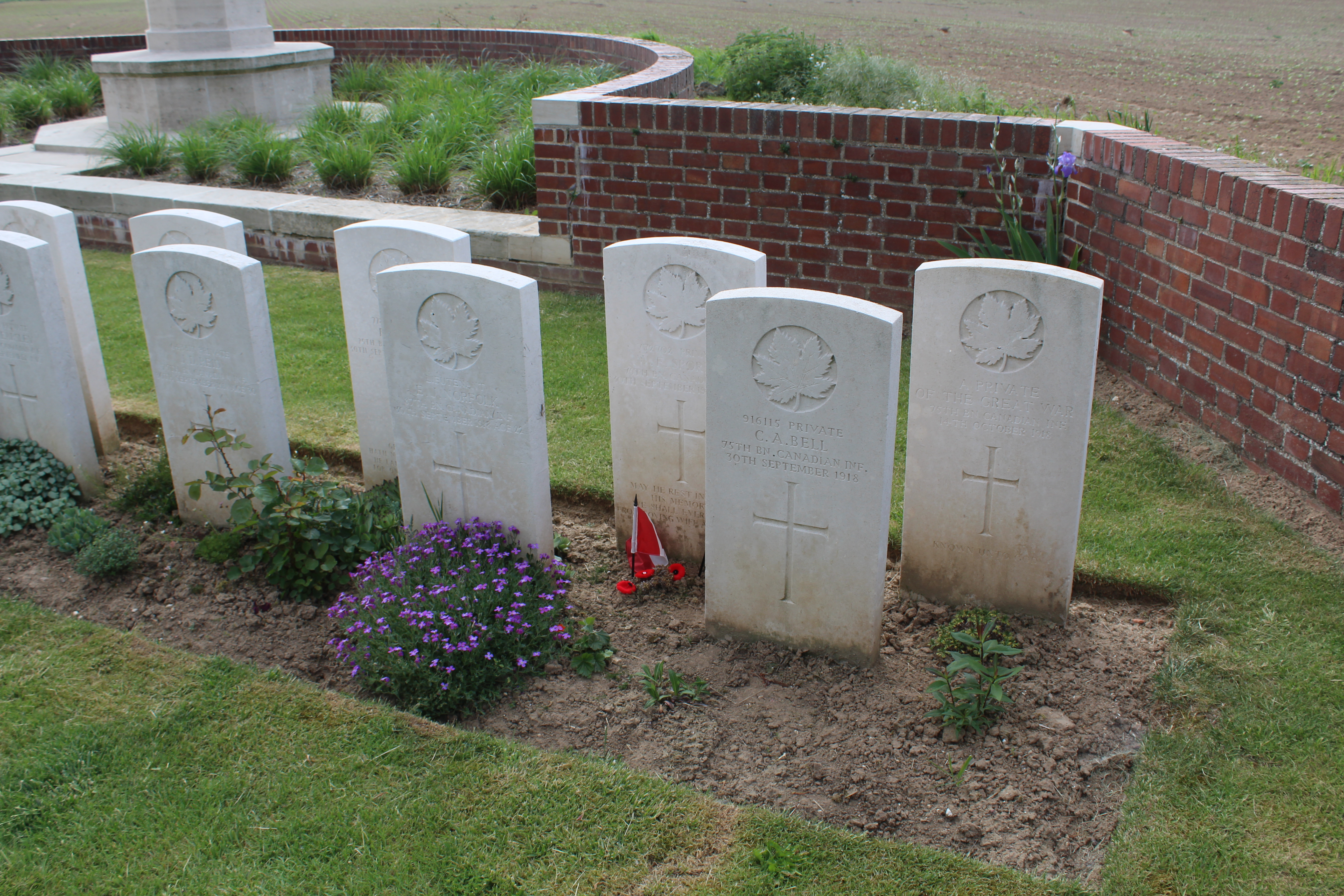
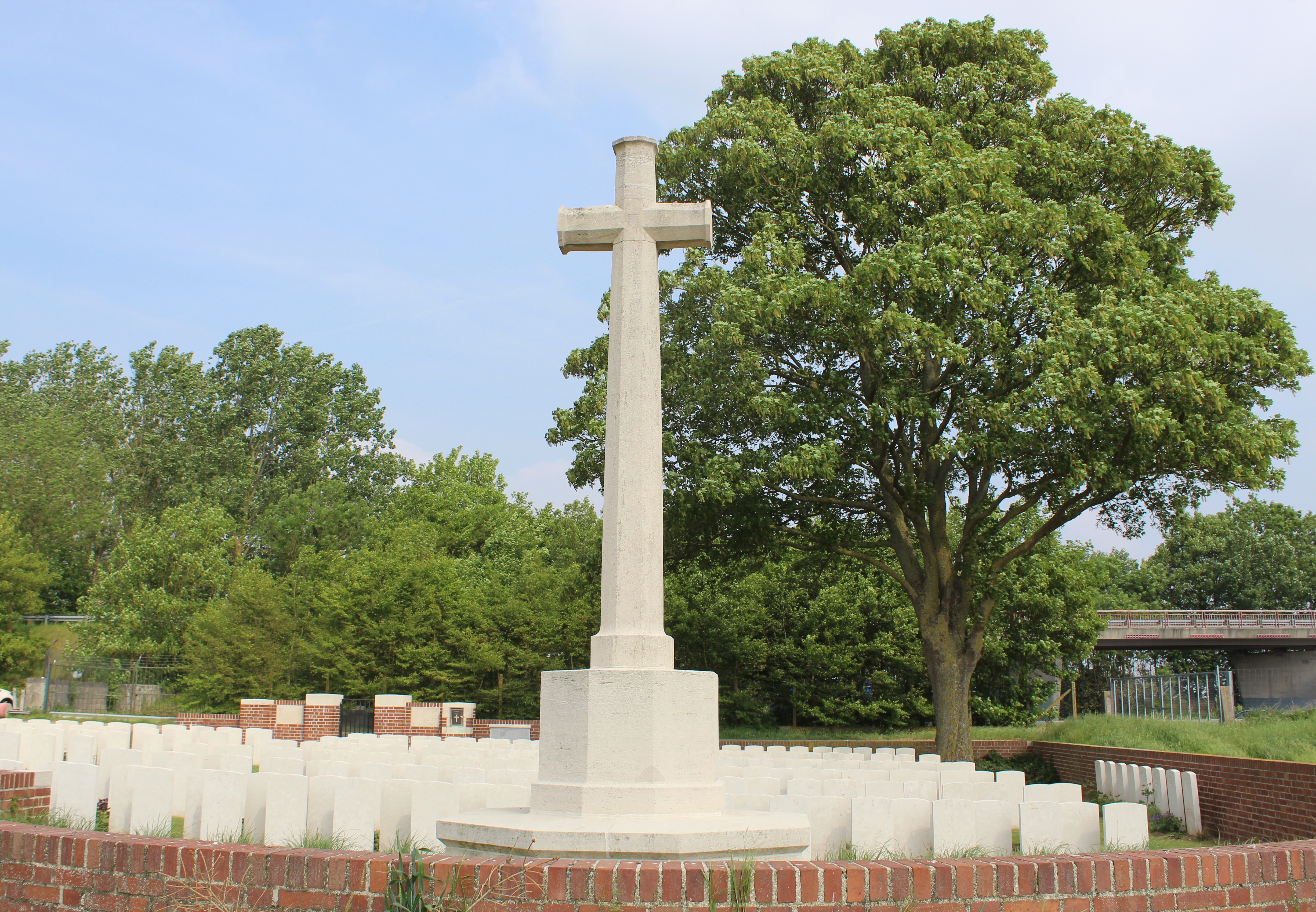

## Sépultures
| Pays        | Sépultures |
| ----------- | ---------- |
| Canada      | 255        |
| Royaume-Uni | 10         |
| Total       | 265        |